# أتسويا أوتا
أتسويا أوتا (باليابانية: 太田敦也) مواليد 4 يونيو 1984 في تويوكاوا، آيتشي، اليابان، هو لاعب كرة سلة ياباني. بدأ مسيرته الاحترافية في سنة 2007. يلعب مع هاماماتسو هيجاشيميكاوا فينيكس في دوري كرة السلة الياباني للمحترفين كلاعب وسط. يبلغ طوله 6 قدم 9 بوصة (2.1 م).

## روابط خارجية
- أتسويا أوتا على موقع الاتحاد الدولي لكرة السلة (الإنجليزية)
- أتسويا أوتا على موقع دوري كرة السلة الياباني للمحترفين (اليابانية)
- أتسويا أوتا على موقع كرة السلة الأوروبية.كوم (الإنجليزية)
- أتسويا أوتا على موقع ريلجم (الإنجليزية)
- أتسويا أوتا على موقع بروبوليرز (الإنجليزية)